# Sergej Vjačeslavovič Lazarjev
Sergej Vjačeslavovič Lazarjev (rusko Серге́й Вячеславович Лазарев), ruski pevec, * 1. april 1983
Lazarjev je svojo glasbeno kariero začel v skupini Smash!!. Po razpadu skupine leta 2006 se je odločil za samostojno kariero.
V svoji karieri je izdal štiri albume.
Na Evroviziji leta 2016 je predstavljal Rusijo s skladbo »You are the only one«, kjer je v finalu s 491 točkami zasedel tretje mesto, kljub temu, da je dobil največ glasov občinstva.

## Povezave
- Uradno spletno mesto (v ruščini in angleščini)

| Nagrade in dosežki                             | Nagrade in dosežki              | Nagrade in dosežki |
| ---------------------------------------------- | ------------------------------- | ------------------ |
| Predhodnik: Polina Gagarina "A Million Voices" | Rusija na Pesmi Evrovizije 2016 | Naslednik: ni znan |